# Быков, Григорий Семёнович
Григо́рий Семёнович Бы́ков (9 февраля (22 февраля) 1906, Нижний Тагил — 12 апреля 1935, Нижний Тагил) — рабочий-автогенщик Высокогорского рудника в Нижнем Тагиле (Свердловская область СССР), ставший популярным среди трудящихся как рабкор газеты «Тагильский рабочий» и один из авторов сборника воспоминаний «Были горы Высокой». Депутат горсовета Нижнего Тагила.
Быков рос неграмотным хулиганом и беспризорником в тяжёлых условиях Гражданской войны, однако после устройства на работу в рудник и женитьбы быстро освоил грамоту и начал сотрудничество с газетой, благодаря статьям в которой получил от Максима Горького звание «великана рабселькоровской армии». В своих статьях освещал производственные будни рабочих, критиковал бюрократов и контрреволюцию. Как депутат возглавлял кампанию против кулачества, спекулянтов, сторонников белых и других врагов власти большевиков.
Убийства Быкова и его соратника приобрели широкую огласку. В преступлениях были обвинены лица, против которых рабкор выступал в своих статьях и в «Былях горы Высокой», в том числе другой депутат горсовета. По словам Быкова, некоторых из них он знал ещё со времён Гражданской войны как сторонников режима А. В. Колчака. Однако обстоятельства убийства достоверно не известны до сих пор. Суд фактически превратился в политический процесс, обвинённые были приговорены к расстрелам и заключениям. Похороны Быкова посетили тысячи человек.

## Ранние годы
Родился в Нижнем Тагиле на улице Плетёной, впоследствии названной в его честь. С конца XIX века данный район отличался высокой долей бедноты и представителей криминала. В период кризиса середины 1900-х годов многие жители лишились работы.

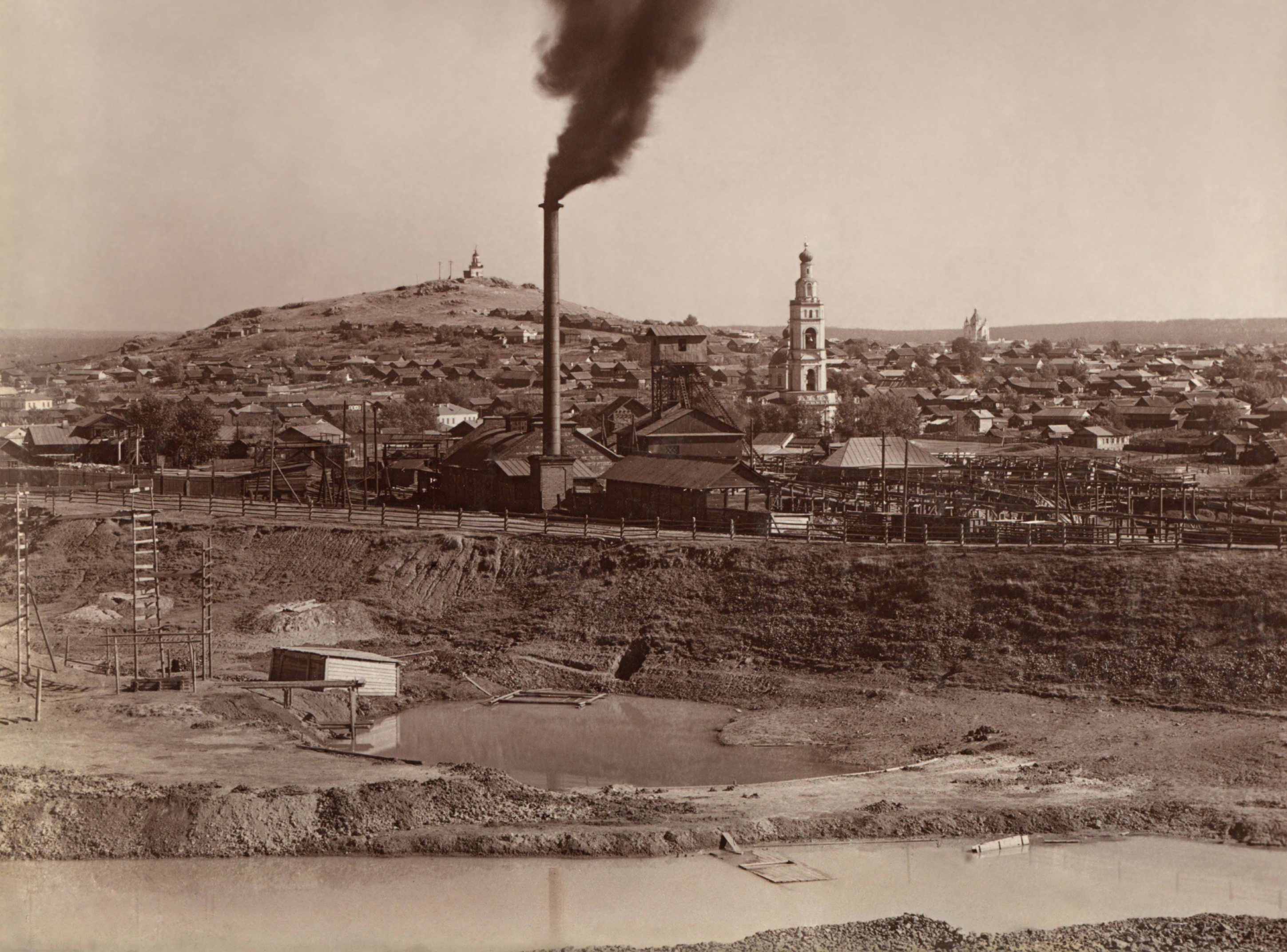
Нижний Тагил. Окрестности Высокогорского рудника, где вырос и работал Григорий Семёнович Быков

Григорий рос без отца. В 12 лет по настоянию тяжело больной матери устроился в батраки к местному купцу Григорию Кирилловичу Шибневу, владевшему колбасным цехом, гостиницей «Эрмитаж» и несколькими магазинами. Узнав о состоянии матери мальчика, Шибнев стал платить ему как взрослому работнику. Однако батрачить у купца мальчику не нравилось. О своей жизни у Шибневых, поддержавших, по его словам, белых во время их контроля над городом, он вспоминал так:

Жил я в кухне на сундуке. Сундук стоял с конной сбруей. Большой сундук. Так я на нём спал. А Шибнев сам жил шибко роскошно. Он толстопузый, выйдет из своей спальни, почёсывается… Я жил, как собака, а они — как в раю.

В то же время братья Быкова служили в Красной Армии. После национализации имущества купцов Быков отправился бродяжничать по Уралу и Предуралью. Мальчик перебивался случайной подработкой и попрошайничал. Ночевал где попало. После того, как заболел, вернулся в родной город. Его мать, бабушка и двое братьев умерли от голода и тифа.
В 1922 году умирающий от голода и лишённый родственников 15-летний парень впал в отчаяние. Он вспоминал, как однажды выглянул в окно и попросил проходящего мимо горняка и большевика А. Ф. Каписко убить его. Тогда Каписко стал подкармливать молодого человека, выходил его и устроил на Высокогорский рудник в одну из вспомогательных служб. Поначалу Быков вёл жизнь хулигана. Вскоре стал посещать кружок политической грамоты и влился в общественную жизнь коллектива. Больше всего ему нравилось помогать выпускать стенгазету.

## Творчество
В возрасте 19 лет Быков женился. Жена Фёкла Ивановна помогала Быкову учиться читать и писать, он посещал курсы ликбеза. Как вспоминала Фёкла, «муж после работы часами просиживал за учебниками и книгами, иногда даже толком не поужинав». В 1930 году, работая на руднике и осваивая профессию автогенщика, начал рабкоровскую деятельность. Стал одним из 200 рабкоров, которые сотрудничали с главной газетой Нижнего Тагила — «Рабочий» (с 1931 года — «Тагильский рабочий»).
Участвовал в шоу живой газеты «Железоруда», которая «позорила прогульщиков, лодырей, подкулачников и бездельников; славила лучших ударников, объявляла примеры, достойные подражания». Представления «Железоруды» показывались по всему Нижнему Тагилу. В номере «Весёлый разговор», начинавшемся пением «на весёлый татарский мотив», Быков в клоунском наряде выскакивал на сцену и рассказывал зрителям о «головотяпских выходках» инженерно-технических работников. Вскоре с производственной тематики рабкор переключился на критику бюрократов, разоблачение вредителей и контрреволюционных элементов. Доставалось братьям Шибневым, которых Быков обозначал не иначе как «непримиримых врагов новой власти, пособников кулаков и белобандитов».
Журналистская работа преобразила Быкова. Он бросил хулиганские выходки, ходил в кино (четыре раза посмотрел «Путёвку в жизнь»), воспитывал сына Володю.
В 1933 году Быков избрался в депутаты городского совета. Там ему поручили работу в финансовой секции, а также работу над книгой воспоминаний рабочих Высокогорского рудника «Были горы Высокой», редактором которой был Максим Горький. Быков приобрёл статус местного героя, грозы авторитетов и во многом его слава была обеспечена выходом в 1935 году «Былей горы Высокой». Его биография стала примером образцового жителя соцгорода, которым в 1930-е годы считался Нижний Тагил. По наказам рабочих Быков освещал недочёты в работе администрации.
Тексты Быкова не отличались особенной гениальностью, но они нравились рабочим за прямоту, честность, принципиальность, простой и понятный слог. Максим Горький после гибели Быкова прозвал его «великаном рабселькоровской армии». Д. П. Святополк-Мирский писал, что «для изысканных читателей Флобера и Мериме» труды Быкова могли бы казаться примитивными, но «в нём есть то, чего приобрести никакой „техникой“ нельзя, та содержательность, которая даётся глубоким жизненным убеждением в важности того, о чём пишешь». Так «смело и крепко», по выражению своей супруги, он разоблачал врагов, что Фёкла порой говорила ему: «Гриша, не переборщил ли?».

## Гибель
В 1930-е годы Быков возглавил кампанию по разоблачению «ярых пособников контрреволюции» и лишению их избирательных и имущественных прав. Создал «пролетарскую рабочую группу содействия органам прокуратуры», которая выявляла спекулянтов, саботажников и бывших офицеров-белогвардейцев.
В условиях классовой борьбы статья в газете могла стать руководством к действию. «Разоблачённые» на страницах газеты рисковали не только лишиться имущества, но и попасть под более крутую расправу со стороны органов НКВД.
13 февраля 1935 года активиста быковской группы Дмитрия Кедуна убили. За убийством последовала статья Быкова, в которой рабкор громил Петра и Ирину (Арину) Криворучкиных, братьев Шибневых, Ивана Перепёлкина, Павла и Якова Мокровых, Ивана Сеченова, а также обвинил в тесной связи с «классово чуждыми элементами» депутата горсовета Павла Осиповича Пестова. Несмотря на угрозы расправы, Быков продолжил свою деятельность. В «Былях горы Высокой» он обвинял Криворучкиных в содействии белому террору времён Гражданской войны:

Когда в Тагил вошли белые, то пособники их — Криворучкин Матвей с женой Ариной — отправились доказывать, где живут красноармейские семьи. 

<…>

Начали делать у Мамоновых обыск. Насмехаются:

— Награбили буржуйского добра? Думали, что проживёте вечно?

Сделали обыск. Поотбирали всё, что под руку попадало хорошее, заработанное своим рабочим горбом. Говорили:

— Это буржуйское!..

Вскоре Криворучкин Матвей добровольно вступил в боевую дружину белых. Вступили туда же Котовы, Николай и Семён, и ряд других. Начались аресты. За свою предательскую работу дружинники получали похвальные листки от коменданта города. 

По их доказательству был арестован отец партизан Мамоновых — старый Тихон.

Вечером 12 апреля 1935 года Быков был убит у входа в собственный дом, по одним данным — выстрелом, по другим — ножом. Гибель кумира горняков в возрасте 29 лет всколыхнула не только Нижний Тагил, но и весь Средний Урал, на страницах всесоюзных газет появились статьи Максима Горького, К. Б. Радека, Д. П. Святополк-Мирского.

## Суд по делу об убийстве

Обложка первого издания «Былей горы Высокой»

Уже на следующий день после преступления начались аресты. Убийства Быкова и Кедуна были объединены в одно дело. Для расследования прибыла следственная группа из Москвы во главе с Л. М. Субоцким, помощником главного военного прокурора СССР и известным литературным деятелем, который так отмечал преображение Быкова:

От беспризорности и хулиганства пришёл Григорий Быков к жизни ясной и чистой, к активному участию в строительстве социализма, к высоким образцам подлинно социалистического труда. Бесстрашный и честный рабочий-ударник, он был настоящим новым человеком нашей Советской страны

Было арестовано 19 человек. Газеты, освещавшие суд, не упоминали содержание адвокатских речей, но безжалостно прошлись по обвиняемым, опираясь на позицию обвинения. Исполнителями убийства суд назвал Павла Мокрова (как выстрелившего в Быкова), Якова Мокрова, Ивана Сеченова, братьев Чернышёвых и ряд других. Павла Мокрова газеты описывали как «деклассированного элемента, прогульщика и хулигана», Яков Мокров, согласно прессе, был рецидивистом, а Сеченов — сыном кулака.
В число наиболее опасных врагов газеты включили Петра Криворучкина («былая гроза Вый, Гальянок и Ключей», который ранее привлекался за поломку экскаватора, за покушение на своего родственника рабкора А. Криворучкина, и которому инкриминировали убийство Кедуна), его мать Ирину Криворучкину («жена белодружинника, помощница колчаковцам, старая шинкарка и спекулянтка», подстрекавшая сына и его приятелей покончить с Быковым, писавшая на него жалобы во все инстанции). Внимание к этой семье, видимо, было обусловлено тем, что они описаны в «Былях горы Высокой» как сторонники режима А. В. Колчака. Но самой чёрной краской обвинение и пресса рисовали депутата Пестова, который не только был дальним родственником Криворучкиных, но, что важнее, был членом ВКП(б) — предательство считалось самым страшным преступлением. Обвинялся Пестов в том, что «врос в тёмное кулацкое гнездо», разрушив все преграды, «отделяющие советского работника от антисоветского подполья», и стал идейным вдохновителем убийств, «человеком, перешагнувшим все грани морального и политического разложения, покровителем и попечителем бандитов, живым смердящим трупом, воскресшим из прошлого». Утверждалось, что Криворучкина, семейству которой он покровительствовал, «купила его за стакан водки». О Пестове Быков обещал написать во второй книге «Былей горы Высокой».
По мнению уральского историка К. Д. Бугрова, расплывчатость обвинений была такова, что Пестов, видимо, не понимал, в чём именно он должен покаяться, признав себя виновным в «классовой притупленности». Но такое признание сочли лицемерным.
От имени горняков рабочий и краснознаменец Ф. Д. Козьмин просил судей о «высшей мере» для обвиняемых. Итогом суда стал расстрельный приговор Мокровым, Сеченову, Криворучкину, Перепёлкину и Пестову. 9 человек были приговорены к заключению с конфискацией имущества. Оправдан был брат Пестова — Пётр.
Убийство и следствие до сих пор окутаны рядом загадок. Материалы суда говорят о том, что рабкор был застрелен из револьвера, тогда как в заключении медицинской экспертизы фигурируют ножевые ранения. Вдова Быкова также говорила, что мужа зарезали. Мокров и Сеченов вину не признали, имели свидетелей, подтвердивших их алиби. Не было найдено улик против Пестова, Мокрова, Сеченова.
Нижнетагильский корреспондент Д. Кужильный сообщает о наличии воспоминаний некого ветерана местной милиции, датированных 1980-ми годами. Якобы Быков 15 апреля собирался ехать в Свердловск на учёбу, снял для поездки деньги, а в день гибели «засветил» наличные во время отдыха в пивной. А на следующий день после убийства были задержаны подозреваемые, сознавшиеся в преступлении с целью ограбления. Однако, по свидетельству автора воспоминаний, после приезда прокурора из Москвы дело было превращено в громкий политический процесс.

## Похороны
Козьмин в деталях описывал похороны Быкова — «погребение красного Ахиллеса», как выразился историк Бугров. По словам Козьмина, в прощании с рабкором приняло участие более 30 тыс. человек за два дня. Гроб с телом рабкора был установлен в Клубе металлистов. Рядом — почётный караул, сменявшийся каждые несколько минут. Несмотря на большую очередь к караулу, горняки стояли по нескольку раз. В предпоследнем карауле стояли руководители тагильской промышленности: директор Вагонстроя Л. М. Марьясин, директор Тагилстроя М. М. Царевский, секретари производственных парткомов. Горняки шли прощаться со своим кумиром строем, в своей рабочей одежде и с кайлами на плечах.
Последний путь рабкора к Висимскому кладбищу лежал через плотину металлургического завода. Директор завода со своими людьми очистил её от грязи за одну ночь перед днём похорон: так Быков даже после своей смерти «заставил всё-таки привести в порядок эту плотину, о безобразном состоянии которой он при жизни писал столько заметок», — вспоминал Козьмин. После прощания по городу двинулась погребальная процессия. Гроб везли на красной пожарной колеснице с тройкой коней. На ступеньках колесницы, у гроба, ехали родственники. Колесницу сопровождали несколько духовых оркестров и десятки тысяч людей, а на кладбище прошёл митинг.

## Память
28 апреля 1935 года улица Плетёная переименована в улицу имени Григория Быкова. В память о погибших была названа станция Кедун-Быково ныне разобранной Висимо-Уткинской узкоколейной железной дороги. После Великой Отечественной войны была учреждена ежегодная премия имени Григория Быкова. Лауреатов премии объявляла газета «Тагильский рабочий». Среди них были металлурги, горняки, вагоностроители.
Внимание к биографии Быкова вновь пробудилось после выхода в 1963 году книги «Новые были горы Высокой», в которой была опубликована статья скрепериста шахты Владимира Быкова — сына легендарного рабкора. В 1977 году возле места убийства был открыт памятник Быкову работы скульптора В. М. Ушакова. Памятник представляет собой бетонный бюст на бетонном постаменте, отличается строгим и лаконичным образом.
В постсоветский период отношение к жизни и работе Быкова стало неоднозначным, писалось о соучастии в репрессиях, клевете на невиновных людей. С другой стороны, тогдашний помощник директора Высокогорского рудника Т. Кладков впоследствие утверждал:

Его критика наших недостатков была совершенно правильной. Он всегда проверял факты, а потом уже писал в газету. Быков знал всех на руднике. Был случай, когда на знатного человека Демонова поступил разоблачительный материал. Прочли Быкову, и он сказал: «Это враньё!». Проверили: оказалось, что клевета, Быков был прав.

Другая точка зрения состоит в том, что Быков был лишь «заложником своего времени» и относиться к нему следует со снисхождением. В 2000-х годах о Быкове стали забывать. Опрос 2013 года среди молодёжи показал, что её большинство не знает, кем был Быков. Потеряла своё значение премия имени Быкова. Памятник приобрёл запущенный вид и с 1990-х годов стоял без таблички. Только после многочисленных обращений жителей улицы в администрацию города памятник и территория вокруг него в 2008 году были приведены в порядок.